# SN 2002cu
SN 2002cu – supernowa typu Ia odkryta 11 maja 2002 roku w galaktyce NGC 6575. W momencie odkrycia miała maksymalną jasność 17,60m.